# Запис дуд (Лепојевић)
Запис дуд (Лепојевић) се налази на парцели чији је власник Месна заједница Лепојевић.

## Локација
| Општина             | Рековац                                                                     |
| Катастарска општина | Лепојевић                                                                   |
| Потес               | Поље                                                                        |
| Координате          | 43° 44′ 48″ С; 21° 04′ 09″ И / 43.746600000000001° С; 21.069199999999999° И |
| Надморска висина    | 336m                                                                        |

## Карактеристике
Дендрометријске вредности утврђене на терену и сателитским снимцима:
| Стабло                     | Дуд |
| Висина стабла              | m   |
| Обим дебла                 | m   |
| Пречник крошње             | 18m |
| Пречник дебла              | m   |
| Висина дебла до прве гране | m   |

## База записа
Запис је у оквиру Викимедија пројекта "Запис - Свето дрво" заведен под редним бројем 0386.